# Bidnaviridae
Bidnaviridae es una familia de virus de ADN monocatenario que infectan a los invertebrados. Las especies de esta familia se clasificaban en la familia Parvoviridae (subfamilia Densovirinae) pero se trasladaron a una nueva familia debido a diferencias significativas en los genomas.

## Características
Los viriones son icosaédricos de ~ 25 nanómetros de diámetro y no tienen envoltura vírica. Contienen cinco proteínas estructurales. El genoma es bipartito, único entre los virus de ADN monocatenario con dos segmentos lineales de ~ 6 y 6,5 kilobases. Estos segmentos y las hebras complementarias son que se empaquetan por separado dando lugar a 4 tipos diferentes de partículas completas. Ambos segmentos tienen una organización ambisentido, que codifica una proteína estructural en un sentido y las proteínas no estructurales en la cadena complementaria. El ADN1, el segmento más grande de 6.5 kb, codifica la proteína de la cápside VP1 (128 kiloDaltons) en una hebra y tres proteínas no estructurales: NS1 de 14 kiloDaltons (kDa), NS2 de 37 kDa y NS3 de 55 kDa — en la hebra complementaria. El ADN2, el segmento más pequeño de 6 kb, codifica la proteína de la cápside VP2 (133 kDa) en una hebra y la proteína no estructural NS4 (27 kDa) en la hebra complementaria. El marco de lectura abierto 4 tiene una longitud de 3318 nucleótidos y codifica una proteína de 1105 aminoácidos prevista que tiene un motivo de ADN polimerasa conservado. Parece codificar al menos otras 2 proteínas, incluida una de ~ 53 kiloDaltons (kDa) que forma parte del virión. La replicación viral se produce en el núcleo.

## Origen y evolución
Los análisis de los genes de los bidnavirus ha demostrado que estos virus han evolucionado a partir de un antepasado parvovirus del que heredan una proteína de la cápside en forma de gelatina y una helicasa de la superfamilia 3. Se ha sugerido además que el evento clave que llevó a la separación de los bidnavirus de los parvovirus fue la adquisición de la ADN polimerasa PolB. Según los análisis los bidnavirus se originaron de un evento en el que un transposón polinton se integró en la cápside de un parvovirus remplazando el genoma y la polimerasa típica de los parvovirus, lo que llevó a la adquisión de la polimerasa PolB junto con repeticiones terminales invertidas. Los genes de bidnavirus para una proteína estructural menor (proteína de unión al receptor putativo) y un posible modulador de defensa antiviral novedoso se adquirieron de virus ARN bicatenario (Reoviridae) y virus ADN bicatenario (Baculoviridae), respectivamente.